# Alomasoma lanai
Alomasoma lanai är en djurart som tillhör fylumet skedmaskar, och som beskrevs av Ditadi, A.S.F. 1992. Alomasoma lanai ingår i släktet Alomasoma och familjen Bonelliidae.
Artens utbredningsområde är Södra Ishavet. Inga underarter finns listade i Catalogue of Life.